# 5044 Шестака
5044 Шестака (5044 Shestaka) — астероїд головного поясу, відкритий 18 серпня 1977 року.
Тіссеранів параметр щодо Юпітера — 3,620.